# سيدي بورجا
سيدي بورجا هي جماعة قروية في إقليم تارودانت بجهة سوس ماسة جنوب المغرب. وهي تضم 000 10 نسمة، حسب الإحصاء العام للسكان والسكنى لسنة 2014.
يحدها شمالاً جماعة افريجة، وجنوباً جماعة تازمورت، وشرقاً جماعة تيوت، وغرباً جماعة مشرع العين.

## دواوير الجماعة
تتكون جماعة سيدي بورجا من 17 دوار:
- دوار أولاد رحو
- دوار أولاد عبو
- دوار سيدي عمارة
- دوار أولاد ترنة (مركز الجماعة)
- دوار أولاد جلال
- دوار امريبط
- دوار تعاونية الصلح
- دوار البديع
- دوار ادرك
- دوار احشاش
- دوار تعاونية بو اللوز
- دوار الكناسيس
- دوار أيت بوبكر
- دوار أولاد عميرة
- دوار سيدي بورجا
- دوار تعاونية الرضا
- دوار تعاونية الذهب

## التعليم
قائمة المؤسسات التعليمية في جماعة سيدي بورجا:
- مجموعة مدارس أم القرى (المركزية: أولاد ترنة / الوحدات: أولاد رحو - أولاد عبو - سيدي عمارة)
- مجموعة مدارس الخوارزمي (المركزية: أيت موسى / الوحدات: الكناسيس - سيدي بورجا)
- مجموعة مدارس الرضى (المركزية: تعاونية الرضى / الوحدات: تعاونية الذهب - أولاد عميرة)

يتابع التلاميذ تعليمهم الإعدادي والثانوي إما في تازمورت، أو مشرع العين، أو تارودانت.

## الصحة
يتوفر مركز الجماعة على مركز صحي قروي، وعلى صيدلية واحدة.

## النقل
يمكن الوصول لمركز جماعة سيدي بورجا بكل سهولة، حيث أنه لا يبعد سوى بـ 12 كلم عن مدينة تارودانت، ويستغرق الوصول إليه 15 دقيقة. كما تقوم حافلات شركة الكرامة التي تربط بين تارودانت وتازمورت بالمرور عبر مركز جماعة سيدي بورجا.

## الرياضة
قطاع الرياضة بجماعة سيدي بورجا مازال لا يتوفر على ملاعب بالمستوى المطلوب، حيث أن كل ملاعب كرة القدم الموجودة على تراب الجماعة عبارة عن ملاعب من التراب، 
وفيما يلي قائمة الملاعب:
- ملعب أولاد رحو
- ملعب أولاد عبو
- ملعب أولاد ترنة
- ملعب سيدي بورجا
- ملعب الكناسيس
- ملعب أيت بوبكر
- ملعب تعاونية الرضى
- ملعب تعاونية الذهب